# Leichtathletik-Europameisterschaften 1966/4 × 100 m der Männer

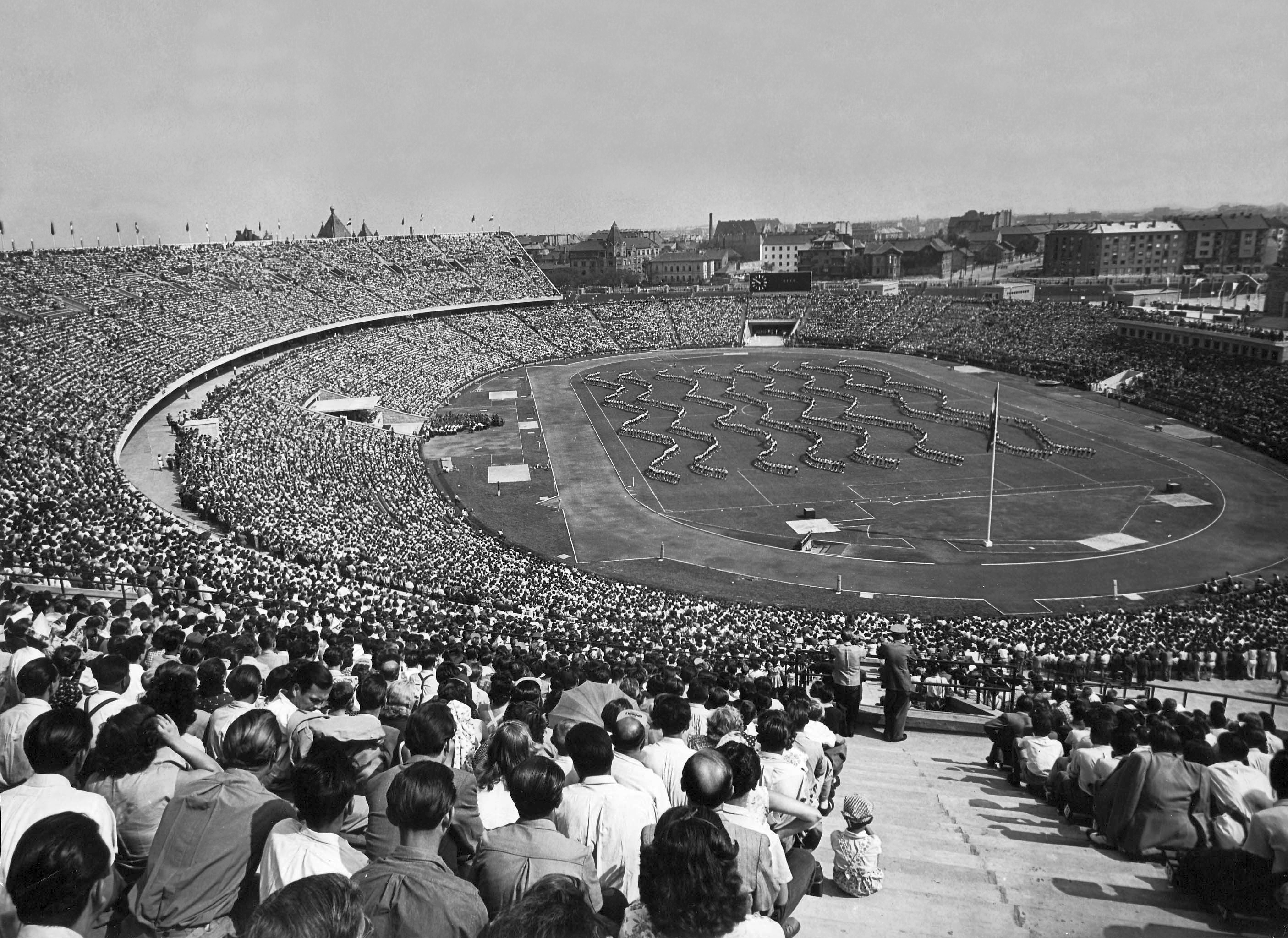
Das Népstadion bei einer Veranstaltung im Jahr 1953

Die 4-mal-100-Meter-Staffel der Männer bei den Leichtathletik-Europameisterschaften 1966 wurde am 3. und 4. September 1966 im Budapester Népstadion ausgetragen.
Europameister wurde Frankreich in der Besetzung Marc Berger, Jocelyn Delecour, Claude Piquemal und Roger Bambuck.
Den zweiten Platz belegte die Sowjetunion mit Edvīns Ozoliņš, Armin Tujakow, Boris Sawtschuk und Nikolai Iwanow.
Bronze ging an die Bundesrepublik Deutschland in der Besetzung Hans-Jürgen Felsen. Gert Metz, Dieter Enderlein und Manfred Knickenberg.

## Rekorde

### Bestehende Rekorde
| Weltrekord   | 39,0 s | USA (Paul Drayton, Gerry Ashworth, Richard Stebbins, Bob Hayes)                | OS Tokio, Japan         | 21. Oktober 1964   |
| Europarekord | 39,2 s | Frankreich (Paul Genevay, Louis Brugier, Bernard Laidebeur, Jocelyn Delecour)  | Annecy, Frankreich      | 18. Jul 1964       |
| Europarekord | 39,2 s | Polen (Andrzej Zieliński, Wiesław Maniak, Edward Romanowski, Marian Dudziak)   | Warschau, Polen         | 7. August 1965     |
| Europarekord | 39,2 s | Sowjetunion (Edvīns Ozoliņš, Armin Tujakow, Boris Sawtschuk, Nikolai Politiko) | Colombes, Frankreich    | 2. Oktober 1965    |
| EM-Rekord    | 39,5 s | Deutschland (Klaus Ulonska, Peter Gamper, Hans-Joachim Bender, Manfred Germar) | EM Belgrad, Jugoslawien | 16. September 1962 |
| EM-Rekord    | 39,5 s | Polen (Jerzy Juskowiak, Andrzej Zieliński, Zbigniew Syka, Marian Foik)         | EM Belgrad, Jugoslawien | 16. September 1962 |

### Rekordeinstellung / -verbesserung
Der bestehende EM-Rekord wurde bei diesen Europameisterschaften durch das französische Europameisterquartett in der Besetzung Marc Berger, Jocelyn Delecour, Claude Piquemal und Roger Bambuck einmal egalisiert und einmal verbessert:
- Rekordegalisierung: 39,5 s – 2. Vorlauf, 3. September
- Rekordverbesserung: 39,4 s – Finale, 4. September

Zum Europarekord fehlten nach dem neuen Meisterschaftsrekord zwei, zum Weltrekord vier Zehntelsekunden.

## Vorrunde
3. September 1966
Die Vorrunde wurde in zwei Läufen durchgeführt. Die ersten vier Staffeln pro Lauf – hellblau unterlegt – qualifizierten sich für das Finale. Die Angaben zu den Vorläufen unterscheiden sich in den Quellen.
- Übereinstimmend mit den hier aufgelisteten Resultaten sind die Angaben bei
  - todor66[3] Hier wird im ersten Vorlauf die Schweiz als disqualifiziert aufgeführt. Für den zweiten Vorlauf sind Belgien und Bulgarien als nicht gestartete Staffeln aufgelistet.
  - Im Schweizer e-newspaperarchives gibt es eine detailliertere Angabe zum ersten Vorlauf: Danach wurde die Staffel aus der Schweiz im ersten Vorlauf wegen eines Wechselfehlers beim letzten Wechsel zwischen Hans Hönger und Max Barandun disqualifiziert. Auch die komplette Besetzung der Staffel wird in dieser Quelle benannt.[4]
- Abweichend von der Auflistung in den Tabellen hier sind die Staffeln aus der Schweiz, Belgien und Bulgarien in den folgenden beiden Quellen nicht benannt:
  - european-athletics.com[5]
  - Statistics Handbook[6]

### Vorlauf 1
| Platz | Nation         | Besetzung                                                                  | Zeit (s)                                    |
| ----- | -------------- | -------------------------------------------------------------------------- | ------------------------------------------- |
| 1     | DDR            | Heinz Erbstößer Rainer Berger Hermann Burde Harald Eggers                  | 39,8                                        |
| 2     | Italien        | Ennio Preatoni Ipolito Giani Nello Simoncelli Sergio Ottolina              | 40,0                                        |
| 3     | Großbritannien | Lynn Davies Ronald Jones Menzies Campbell Barrie Kelly                     | 40,0                                        |
| 4     | Niederlande    | Piet Tamminga Leo de Winter Wim Blom Rob Heemskerk                         | 40,0                                        |
| 5     | Polen          | Wlodzimierz Anielak Jan Werner Marian Dudziak Wiesław Maniak               | 40,6                                        |
| 6     | Griechenland   | Panagiotis Nikolaidis Haris Aivaliotis Nikolaos Argiris Georgios Mikelidis | 41,4                                        |
| 7     | Albanien       | Tomi Stefanllari Ed Bashkim Pacrami Rasim Kraja Clirim Balluku             | 42,8                                        |
| DSQ   | Schweiz        | Ruedi Oegerli Philippe Clerc Hans Hönger Max Barandun                      | IWR 170, TR24.7 Wechselraum- überschreitung |

### Vorlauf 2
| Platz | Nation           | Besetzung                                                         | Zeit (s) |
| ----- | ---------------- | ----------------------------------------------------------------- | -------- |
| 1     | Frankreich       | Marc Berger Jocelyn Delecour Claude Piquemal Roger Bambuck        | 39,5 CRe |
| 2     | BR Deutschland   | Hans-Jürgen Felsen Gert Metz Dieter Enderlein Manfred Knickenberg | 39,8     |
| 3     | Sowjetunion      | Edvīns Ozoliņš Armin Tujakow Boris Sawtschuk Nikolai Iwanow       | 39,8     |
| 4     | Tschechoslowakei | Petr Utekal Herbert Bende Jiří Kynos Ladislav Kříž                | 40,6     |
| 5     | Ungarn           | Imre Babos Huba Rozsnyai Lajos Hajdú Gyula Rábai                  | 40,7     |
| DNS   | Belgien          |                                                                   |          |
| DNS   | Bulgarien        |                                                                   |          |

## Finale
4. September 1966
| Platz | Nation           | Besetzung                                                         | Zeit (s) |
| ----- | ---------------- | ----------------------------------------------------------------- | -------- |
| 1     | Frankreich       | Marc Berger Jocelyn Delecour Claude Piquemal Roger Bambuck        | 39,4 CR  |
| 2     | Sowjetunion      | Edvīns Ozoliņš Armin Tujakow Boris Sawtschuk Nikolai Iwanow       | 39,8     |
| 3     | BR Deutschland   | Hans-Jürgen Felsen Gert Metz Dieter Enderlein Manfred Knickenberg | 39,8     |
| 4     | DDR              | Heinz Erbstößer Rainer Berger Hermann Burde Harald Eggers         | 40,0     |
| 5     | Großbritannien   | Lynn Davies Ronald Jones Menzies Campbell Barrie Kelly            | 40,1     |
| 6     | Italien          | Ennio Preatoni Ipolito Giani Nello Simoncelli Sergio Ottolina     | 40,2     |
| 7     | Tschechoslowakei | Petr Utekal Herbert Bende Jiří Kynos Ladislav Kříž                | 40,6     |
| 8     | Niederlande      | Piet Tamminga Leo de Winter Wim Blom Rob Heemskerk                | 40,7     |

## Videolinks
- EUROPEAN ATHLETICS 1966 BUDAPEST 4X100 FRANCIA, youtube.com, abgerufen am 15. Juli 2022
- European Athletics Championships (1966), Bereich: 2:24 min bis 4:12 min, youtube.com, abgerufen am 15. Juli 2022